# Keith Oliver (Radsportler)
Keith Oliver (* 15. September 1941 in Sydney) ist ein ehemaliger australischer Radrennfahrer.

## Sportliche Laufbahn
Oliver war Straßenradsportler und im Bahnradsport aktiv. Von 1966 bis 1982 startete er als Berufsfahrer. Er lebte einige Jahre in Belgien, wo er professionell Radrennen fuhr. 1967 wurde er Zweiter der nationalen Meisterschaft im Straßenrennen hinter Graeme Gilmore, 1970 wurde er Zweiter hinter Graham McVilly, 1968 wurde er Dritter.
1968 holte er einen Etappensieg in der Herald Sun Tour und kam auf den dritten Rang der Rundfahrt. 1969 gewann er die Gesamtwertung dieses Etappenrennens vor Graham McVilly. Oliver dominierte das Rennen mit acht Etappensiegen. 1981 siegte er im Langstreckenrennen von Ingleburn vor Shane Sutton. 1982 wurde er Zweiter im Austral Wheel Race hinter Steele Bishop.
Oliver bestritt erfolgreich Sechstagerennen. Er siegte in den Sixdays von in Whyalla 1968 (mit Charly Walsh) und in Launceton 1968 (mit Bob Ryan), 1969 (mit Robert Whetters), 1971 (mit Ian Stringer) sowie 1972 (mit Robert Whetters). Zweiter in Sechstagerennen wurde er mit verschiedenen Partnern 1976 in Newcastle und in 1977 in Nouméa.